# Гвадалканалска кампања
Гвадалканалска кампања или битка за Гвадалканал је била војна кампања вођена од 7. августа 1942. до 9. фебруара 1943. на и око острва Гвадалканал на пацифичком бојишту Другог светског рата. Кампања је представљала прву велику офанзиву Савезника против Јапана.
Савезничке, претежно америчке снаге, су се 7. августа искрцале на острва Гвадалканал, Тулаги и Флорида у јужним Соломонским Острвима са циљем да ускрате Јапанцима могућност да их користе како би угрозили снабдевање између САД, Аустралије и Новог Зеланда. 11.000 маринаца се искрцало на острво формирајући одбрамбени периметар око аеродрома. За четири дана интензивних напора залихе са плаже где су се искрцали су пребачене унутар периметра и започето је довршавање аеродрома чију изградњу су почели Јапанци. Савезници су такође намеравали да користе Гвадалканал и Тулаги као базе како би заузели или неутралисали велику јапанску базу Рабаул на Новој Британији. Савезници су надјачали бројчано слабије јапанске браниоце, који су држали острва од маја и заузели Тулаги и Флориду, као и аеродром (касније назван Хендерсоново поље у част маринца авијатичара који је погинуо током битке код Мидвеја) који се градио на Гвадалканалу. Моћне америчке поморске снаге су подржавале искрцавање. Аеродром је 18. августа био спреман за употребу.
Изненађени савезничком офанзивом, Јапанци су између августа и новембра 1942. неколико пута покушали да заузму Хедерсеново поље. Три велике копнене битке, седам великих поморских битака (пет ноћних окршаја површинских бродова и две битке носача авиона) и сталне, скоро свакодневне ваздушне борбе су имале свој врхунац у одлучујућој поморској бици за Гвадалканал почетком новембра 1942. у којој је поражен последњи јапански покушај да бомбардују Хендерсеново поље са мора и искрцају довољно трупа да га освоје. Суочени са офанзивом америчког XIV корпуса Јапанци су у децембру одустали од даљих напора да поврате Гвадалканал и препоруком 26. децембра издали наређење свим штабовима да започну израду планова за повлачење са Гвадалканала и успостављање нове одбрамбене линије у централном Соломону и пребацивање приоритета и ресурса на кампању на Новој Гвинеји, а цар Хирохито је 31. децембра званично потврдио одлуку. До 7. фебруара 1943. разарачи јапанске флоте су повукли своје преостале снаге и предали острво Савезницима.
Гвадалканалска кампања је била значајна стратешка победа удружених видова савезничких снага над Јапанцима на пацифичком ратишту. Јапанци су стигли до највећег обима својих освајања на Пацифику. Победе за Милнов залив и Буну и Гону и на крају Гвадалканал представљају прелаз са савезничких одбрамбених операција на стратешке офанзиве на том ратишту.